# Ferdinandusa guainiae
Ferdinandusa guainiae är en måreväxtart som beskrevs av Richard Spruce och Karl Moritz Schumann. Ferdinandusa guainiae ingår i släktet Ferdinandusa och familjen måreväxter. Inga underarter finns listade i Catalogue of Life.